# Arnold van Gennep
Arnold Van Gennep (Ludwigsburg, Wurtemberg, 23 de abril de 1873 - 1957) fue un folclorista y etnógrafo francés de origen alemán.

## Biografía
Nació en Ludwigsburg, reino de Württemberg. A los seis años sus padres se divorciaron y viajó con su madre a Francia, donde ella contrajo matrimonio con un médico, instalándose la familia en Saboya.
Estudió en liceos de Niza, Chambéry y Grenoble, y luego etnografía, sociología, religiones comparadas y lenguas orientales en la Sorbona, donde obtuvo su doctorado. Se casó y luego ocupó, por cuatro años, un puesto de profesor de francés en Czestochowa, en la Polonia rusa. Volvió a París y se empleó como traductor en el Ministerio de Agricultura. Comenzó entonces a escribir una serie de monografías, artículos y críticas bibliográficas, y, a partir de 1908, vivió casi totalmente de lo que le producían sus escritos y traducciones. A lo largo de su vida mantuvo su independencia y nunca fue debidamente reconocido por el mundo académico de Francia.
El único puesto universitario que alguna vez tuvo fue la cátedra de Etnografía de la Universidad de Neuchâtel, en Suiza, donde permaneció entre 1912 y 1915. Después de ingresar en el ejército, fue enviado por un tiempo como profesor al liceo de Niza y, luego, fue llamado para trabajar en el Ministerio de Asuntos Exteriores. En 1922 realizó una gira de conferencias por los Estados Unidos y por Canadá. A su regreso a Francia -unos doce años después de la aparición de su clásica monografía sobre los ritos de la transición y luego de la publicación de otras catorce monografías y ciento sesenta artículos- se quedó sin trabajo y marchó al sur de ese país, dedicándose a la cría de aves. Seis meses después se estableció en Bourg-la-Reine, un pueblito al sur de París, donde vivió el resto de su vida trabajando para editores, traduciendo y, sobre todo, prosiguiendo sus propias investigaciones y tratando de obtener el reconocimiento del folclore como un campo respetable de estudios.
Su obra más famosa fue Les rites de passage (Los ritos de paso) de 1909, donde afirmaba que los rituales clasificados como ritos de paso se dividían en tres fases: preliminal, liminal y postliminal. Esta propuesta será retomada por Victor Turner que la desarrollará en una de sus grandes obras: The Ritual Process (El proceso ritual). Les rites de passage fue muy influyente a su vez en la estructuración de la obra de 1949 del mitólogo estadounidense Joseph Campbell, El héroe de las mil caras, ya que Campbell divide el viaje del héroe en tres partes: Partida, Iniciación y Retorno.
Su mayor trabajo sobre el folclore de Francia fue Le Manuel de folklore francais contemporain (1937-1958).
Murió en 1957 en Bourg-la-Reine, Francia.

## Obra
- Tabou et totémisme à Madagascar; étude descriptive et théorique, Paris, E. Leroux, 1904.
- Mythes et légendes d'Australie : études d'ethnographie et de sociologie, Paris, E. Guilmoto, 1906.
- « Linguistique et ethnologie II. Essai d’une théorie des langues spéciales », Revue des études ethnographiques et sociologiques, sous la direction d’Arnold Van Gennep, Paris, Paul Geuthner, n.º 6-7, p. 327-337, 1908.
- Religions, mœurs et légendes : essais d'ethnographie et de linguistique, 5 séries, Paris, Mercure de France, 1908-1914.
- Les rites de passage : étude systématique ..., Paris, E. Nourry, 1909 ; rééd. 1981. .
- De quelques rites de passage en Savoie, Paris, Leroux, 1910.
- La formation des légendes, Paris, Flammarion, Bibliothèque de philosophie scientifique, , 1910.
- Les demi-savants, Paris Mercure de France, 1911.
- Études d’ethnographie algérienne, Paris, E. Leroux, 1911.
- La Savoie vue par les écrivains et les artistes, Paris, éditions Louis Michaud, 1913.
- En Algérie, Paris, Mercure de France, 1914.
- L'État actuel du problème totémique, Paris, Leroux, 1920.
- Traité comparatif des nationalités, 1922.
- Le Folklore, Paris, Librairie Stock. , 1924.
- Les Jeux et les Sports populaires de France, textes inédits, L.S. Fournier (éd.), Paris, 1925, éditions du Comité des travaux historiques et scientifiques, 2015.
- Le Folklore du Dauphiné (Isère). Étude descriptive et comparée de psychologie populaire, avec huit cartes folkloriques et linguistiques. Tome I : I. Du berceau à la tombe. II. Cérémonies périodiques. Tome II : II. Cérémonies périodiques (fin). III. Magie, médecine et météorologie populaires. IV. Littérature populaire, jeux et chansons. Paris, Maisonneuve, 1933.
- Le Folklore de la Flandre et du Hainaut français (département du Nord), 1935-1936.
- Manuel de folklore français contemporain, 1937-1958. Prix Saintour de l’Académie française en 1946
- Le Folklore de l'Auvergne et du Velay avec 10 cartes folkloriques et 2 photos, Paris, Maisonneuve, 1942.

### Sobre Arnold Van Gennep
- Nicole Belmont, Arnold van Gennep, créateur de l'ethnographie française, Paris, Payot, 1974. (Petite Bibliothèque Payot ; 232)
- Pierre Centlivres, Les tribulations d'un ethnographe en Suisse : Arnold van Gennep à Neuchâtel (1912-1915), in Gradhiva, Paris, 1994, n.º 15, p. 89-101.
- Pierre Centlivres, Le rendez-vous manqué : Van Gennep et la première chaire d'ethnologie de Neuchâtel (1912-1915), in  Cent ans d'ethnographie sur la colline de Saint-Nicolas, 1904-2004, Neuchâtel, Musée d'ethnographie, 2005, p. 139-152
- Jean-François Gossiaux, Préface à la réédition de Arnold Van Gennep, Traité comparatif des nationalités, Paris, CTHS, 1922, VII-XXIV.
- Caroline Moricot, Arnold van Gennep, in Sociologie - ethnologie : auteurs et textes fondateurs, sous la dir. de A. Gras, Paris, Publ. de la Sorbonne, 1998, p. 223-234.
- (en inglés) Rosemary Zumwalt, Arnold van Gennep: The Hermit of Bourg-la-Reine Archivado el 19 de marzo de 2015 en Wayback Machine., in American Anthropologist, 84, 1982, p. 299-313
- Thierry Goguel d'Allondans, Arnold Van Gennep, l'homme des passages, Bulletin du centre protestant d'études, no 1, février 2009, Genève, ISSN 1015-1141
- Georges Dubouchet, De Van Gennep au Mucem, 2015.
- Daniel Fabre et Christine Laurière (dir.), Arnold Van Gennep : du folklore à l'ethnographie, Paris, éditions du Comité des travaux historiques et scientifiques, 2018.

## Edición en castellano
- Los ritos de paso. Alianza Editorial. 2013. ISBN 978-84-206-7618-0.
- La formación de las leyendas. Alta Fulla Editorial. 1982. ISBN 978-84-85403-39-4.